# Phyllonorycter triflorella
Phyllonorycter triflorella là một loài bướm đêm thuộc họ Gracillariidae. Nó được tìm thấy ở Pháp, Corse, Sardegna, Ý và Croatia.
Ấu trùng ăn Argyrolobium zanonii, Calicotome villosa, Cytisus villosus và Genista sericea. Chúng ăn lá nơi chúng làm tổ. They create an upper-surface tentiform mine that contracts so strongly that the margins of the leaflet close over the mine. Pupation takes place withtrong mine.